# 替洛利生
替洛利生是一种治疗发作性睡病成人白天嗜睡的药物，它是一种组胺3（H3）受体拮抗剂/反激动剂，是同类药物中第一种上市的药物。它可增强大脑中组胺能神经元的活动，从而提高人的清醒度；其副作用包括睡眠困难、恶心、焦虑等。